# Medway River
Der Medway River ist ein etwa 75 km langer Fluss in der kanadischen Provinz Nova Scotia.

## Flusslauf
Der Medway River entsteht am Zusammenfluss von East Branch und West Branch Medway River etwa 2 km südwestlich des Medway Lake im Süden des Annapolis County. Der Medway River fließt in überwiegend südöstlicher Richtung durch das Queens County im Süden der Nova-Scotia-Halbinsel. Es liegen mehrere Seen entlang seinem Flusslauf. Der Ponhook Lake gliedert den Flusslauf in einen Ober- und in einen Unterlauf. Der Pleasant River entwässert den nördlich gelegenen Molega Lake und mündet oberhalb des Ponhook Lake linksseitig in den Medway River. Der etwa 80 km lange Medway River setzt seinen Kurs nach Südosten fort und mündet schließlich in den Medway Harbour, eine Bucht an der Ostküste von Nova Scotia. Das Einzugsgebiet umfasst 1400 km². Orte am Flusslauf sind Greenfield und Charleston.
Der Medway River wurde früher zum Flößen genutzt. Der Atlantische Lachs kam früher zahlreich im Flusssystem vor. Aufgrund der Versauerung des Gewässers ist deren Zahl stark zurückgegangen. Es werden in letzter Zeit Maßnahmen ergriffen, den Wanderfisch wieder stärker am Medway River anzusiedeln.